# Einar Stridsberg
Einar Stridsberg, född 18 januari 1916 i Johannes församling, död 4 december 1991, var en svensk jägmästare och skogsekonom. 
Stridsberg avlade jägmästarexamen vid Skogshögskolan 1941 och var från 1957 docent där i skogsuppskattning med skogsindelning. Han var tillförordnad professor i skogsekonomi vid Skogshögskolan från 1961. 